# استودیو پرل
شرکت فناوری فیلم و تلویزیون استودیو پرل شانگهای که با نام پرل استودیو (به انگلیسی: Pearl Studio) شناخته می‌شود، یک استودیوی تولید فیلم و انیمیشن چینی متعلق به چاینا مدیا کپیتال است که در سال ۲۰۱۲ به عنوان یک سرمایه‌گذاری مشترک چینی و آمریکایی در سال ۲۰۱۲ توسط دریم‌ورکس انیمیشن و شرکت‌های سرمایه‌گذاری چینی تأسیس شد. این شرکت عمدتاً فیلم‌های انیمیشن و لایو اکشن با مضمون چینی و اسپین آف‌های آن‌ها را برای توزیع در چین و سراسر جهان تولید می‌کند. در سال ۲۰۱۸، چاینا مدیا کپیتال سهام ان‌بی‌سی یونیورسال را در استودیو تصاحب کرد.

## تاریخ

لوگوی اورینتال دریم‌ورکس

در ۱۷ فوریه ۲۰۱۲، دریم ورکس انیمیشن اعلام کرد که در حال تأسیس یک شرکت سرگرمی با گروه رسانه‌ای شانگهای، چاینا مدیا کپیتال و شرکت سرمایه‌گذاری آلیانس شانگهای، با نام اورینتال دریم‌ورکس (به انگلیسی: Oriental DreamWorks) است. اورینتال دریم‌ورکس، ۴۵٪ به دریم ورکس انیمیشن و ۵۵٪ توسط شرکای چینی تعلق داشت و در ۶ اوت ۲۰۱۲، با سرمایهٔ ۳۵۰ میلیون دلار راه اندازی شد. برای تولید انیمیشن یک شرکت چینی به نام ۳۷ انترتینمنت  که سابقهٔ کار با دریم ورکس را داشت خریداری شد.
اورینتال دریم‌ورکس علاوه بر تولیدات خود، به عنوان توزیع کننده محصولات دریم‌ورکس انیمیشن نیز فعالیت می‌کند. با انتشار غارنشینان در سال ۲۰۱۳، اورینتال دریم‌ورکس به اولین شرکتی در ۲۰ تا ۳۰ سال تبدیل شد که مجوز واردات فیلم‌های وسترن را دریافت کرد.
در ۲۵ نوامبر ۲۰۱۵، پیلین چو به عنوان رئیس خلاقیت دراورینتال دریم‌ورکس منصوب شد.
اولین انیمیشن بلند این استودیو، پاندای کونگ فو کار ۳ بود که در ۲۹ ژانویه ۲۰۱۶ منتشر شد که یک سوم فرایند تولید این فیلم در چین انجام شد. اولین فیلم اصلی این استودیو، با عنوان نفرت‌انگیز، در سال ۲۰۱۹ ساخته شد. در ۱۵ مارس ۲۰۱۷، گزارش شد که ان‌بی‌سی یونیورسال سهام خود در اورینتال دریم‌ورکس را برای بازسازی می‌فروشد و احتمالاً با تحقیقات ضد تراست چین با مشکلاتی مواجه خواهد شد.
اعلام شده بود که قرار است با همکاری گروه فیلم چین اقتباسی از کد تبت ساخته شود اما لغو شد.
در ۲۶ سپتامبر ۲۰۱۷، پیلین چو به عنوان مدیر ارشد خلاقیت ارتقا یافت.
در ۱ فوریه ۲۰۱۸، چاینا مدیا کپیتال اعلام کرد که مالکیت کامل اورینتال دریم‌ورکس را در اختیار گرفته و نام آن را به استودیو پرل تغییر داده‌است. یونیورسال پیکچرز و دریم ورکس انیمیشن همچنان در سال ۲۰۱۹ با استودیو پرل برای فیلم نفرت‌انگیز همکاری داشتند. فرانک ژو به عنوان مدیرعامل منصوب شد.
در ۲۹ سپتامبر ۲۰۱۹، گزارش شد که فیلم نفرت‌انگیز در آخر هفته افتتاحیه خود ۳۰ میلیون دلار در سراسر جهان فروخت.

## تولیدات

### فیلم‌های بلند

#### توزیع کننده در چین
| عنوان     | تاریخ انتشار | توزیع کننده آمریکایی | تولید شده توسط   |
| --------- | ------------ | -------------------- | ---------------- |
| غارنشینان | ۲۲ مارس ۲۰۱۳ | فاکس قرن بیستم       | دریم‌ورکس انیمیشن |

#### همکاری در ساخت
| عنوان                            | تاریخ انتشار   | توزیع شده توسط | تولید شده توسط                     |
| -------------------------------- | -------------- | -------------- | ---------------------------------- |
| چگونه اژدهای خود را تربیت کنیم ۲ | ۱۳ ژوئن ۲۰۱۴   | فاکس قرن بیستم | دریم‌ورکس انیمیشن                   |
| پنگوئن‌های ماداگاسکار             | ۲۶ نوامبر ۲۰۱۴ | فاکس قرن بیستم | دریم‌ورکس انیمیشن پسفیک دیتا ایمیجز |
| خانه                             | ۲۷ مارس ۲۰۱۵   | فاکس قرن بیستم | دریم‌ورکس انیمیشن                   |

#### تولیدات شرکت
| عنوان                | تاریخ انتشار    | پخش کننده      | تولید مشترک با                                            |
| -------------------- | --------------- | -------------- | --------------------------------------------------------- |
| پاندای کونگ فو کار ۳ | ۲۹ ژاونیه ۲۰۱۶  | فاکس قرن بیستم | دریم‌ورکس انیمیشن شرکت گروه فیلم چین ژونگ مینگ یو ینگ فیلم |
| نفرت‌انگیز            | ۲۷ سپتامبر ۲۰۱۹ | تصاویر جهانی   | دریم‌ورکس انیمیشن                                          |
| روی ماه              | ۲۳ اکتبر ۲۰۲۰   | نتفلیکس        | انیمیشن نتفلیکس تولیدات گلن کین                           |